# Antički brodolom kod Borovca i Paržnja
Ostatci antičkog brodoloma nalaze se kod otočića Borovca i Paržnja, sa sjeverozapadne strane Paklenih otoka, pored Hvara.

## Opis
Po površini su razbacani ostaci razbijenih amfora, a u pijesku se naziru i cijele. Lokacija nikad nije bila cjelovito istraživana. Amfore pripadaju tipovima hispanskih amfora (Dressel 2-4, 8, 10), što brodolom datira u 1. stoljeće. Dio tereta je još pod pijeskom, a tu su i drveni ostaci brodske konstrukcije.

## Zaštita
Pod oznakom Z-81 zaveden je kao nepokretno kulturno dobro - pojedinačno, pravna statusa zaštićena kulturnog dobra, klasificirano kao "arheološka baština".

## Vanjske poveznice
- PAKLENI OTOCI – Podvodna nalazište »Antički brodolom (4)« Topographie und Trim - Hvar